# Antonín Brus z Mohelnice
Antonín Brus z Mohelnice O.Cr. německy Anton Brus von Müglitz; (13. února 1518 Mohelnice – 28. srpna 1580 Praha) byl katolický duchovní, 23. velmistr Rytířského řádu křižovníků s červenou hvězdou (1552–1580), biskup vídeňský (1558–1562) a 8. arcibiskup pražský (1561–1580).

## Život

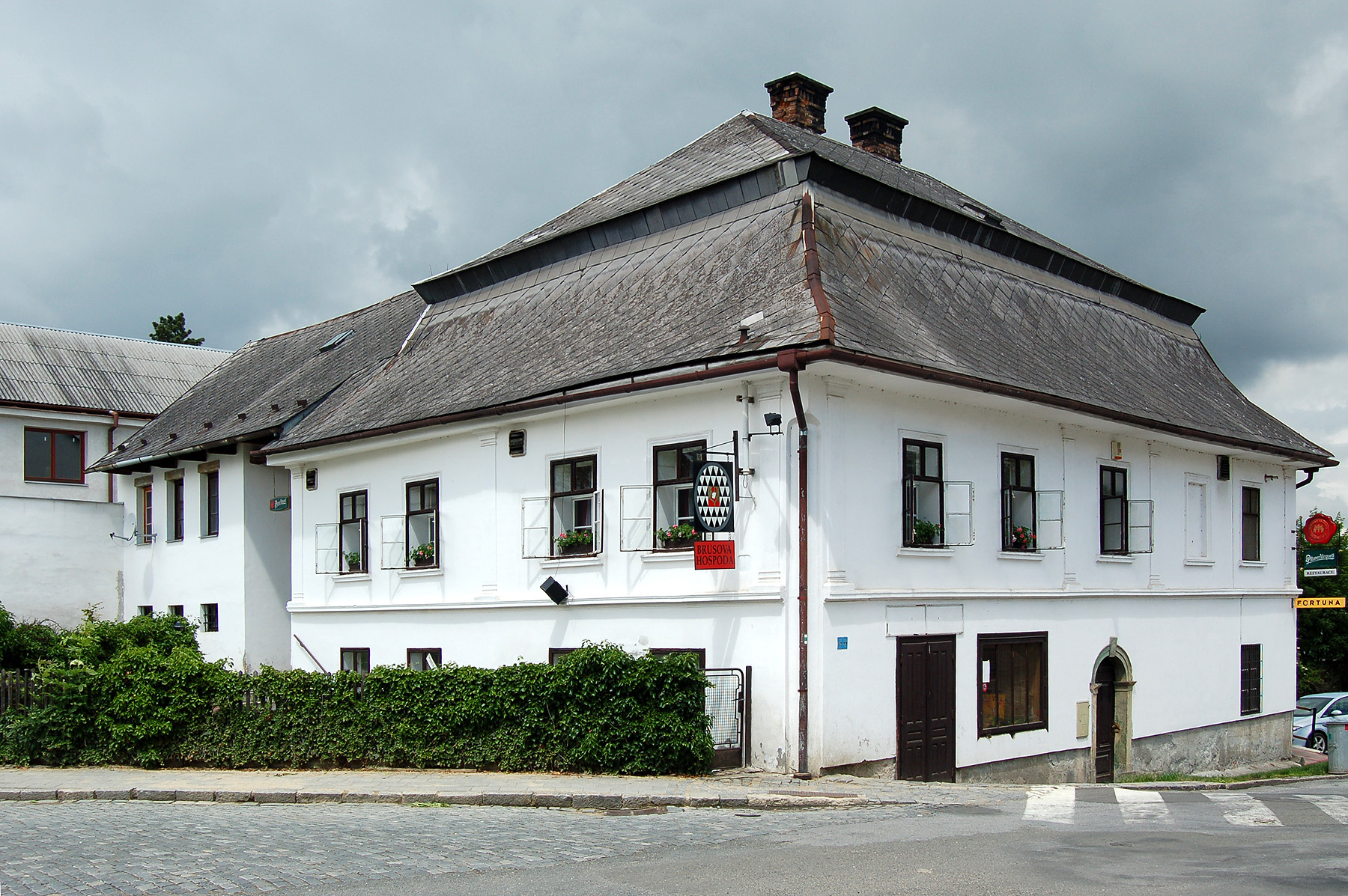
Brusova hospoda a Brusův šenk v Mohelnici, připomínají arcibiskupovu osobnost v jeho rodném městě.

Brus pocházel z Mohelnice a studoval v Praze a Krakově. V roce 1541 se stal knězem a vstoupil do řádu křižovníků s červenou hvězdou. V následujících letech byl vojenským kazatelem u oddílů Jindřicha Meziříčského z Lomnice bojujících v Uhrách s Turky, poté nějakou dobu působil v Chebu. V roce 1552 se stal velmistrem křižovníků a jeho kariéra strmě stoupala – stal se nejvyšším kazatelem habsburských vojsk a tajným radou a zpovědníkem Ferdinanda I. V roce 1558 se stal biskupem ve Vídni a o 3 roky později jej Ferdinand jmenoval arcibiskupem pražským, což papež vzápětí schválil.
| „                              | Téhož léta 23. dne měsíce prosince arcibiskupství pražské z vůle císaře Ferdinanda a s dovolením nejvyššího biskupa vyhlášením za arcibiskupa pražského vší poctivosti hodného pána, pana Antonína z Muglic, vídeňského biskupa a na koncilium tridentském legáta císařského, jest obnoveno. Stalo se v soudné světnici na Hradě pražském v přítomnosti Jeho Milosti císařské Ferdinanda jakožto krále českého a stavův téhož království. Kdež i administrátorové a konsistoř pražská, též i preláti kostela Hradu pražského obesláni byli. A tu vyhlášen jest předepsaný pán, pan Antonín, rodem z Mohelnice v markrabství moravském, za arcibiskupa pražského etc. | “ |
| — Marek Bydžovský z Florentina | |   |

Úřad pražského arcibiskupa, který Antonín Brus převzal, mu neposkytoval příliš důvodů k radosti. Antonín Brus nastoupil na arcibiskupský stolec, který byl uprázdněn od té doby, co byl v roce 1425 definitivně zbaven úřadu prohusitský Konrád z Vechty (exkomunikován byl již v roce 1421). Utrakvisté sice zvolili za arcibiskupa Jana Rokycanu, ten ale nedostal potřebné papežské schválení a katolíci jej nikdy neuznali. Majetek arcidiecéze byl rozchvácen, kněžský sbor v neutěšeném stavu, obyvatelstvo bylo z většiny utrakvistické a nový arcibiskup byl navíc zaneprázdněn svojí účastí na zasedáních Tridentského koncilu.
S podporou panovníka a zejména svého řádu (který se měl stát hlavním zdrojem financí pražského arcibiskupství pro příštích 120 let) začal pracovat na obnově a reformě z velké části zaniklých církevních struktur v Čechách, obnovu a upevnění morálky kněží i prostých katolíků a postupně rekatolizaci jejich obyvatelstva. Snažil se maximálně zmírnit napětí mezi katolíky a utrakvisty a společně s Ferdinandem I. přesvědčil papeže, aby v Čechách povolil přijímání pod obojí (1564). Jeho naděje, že by poté mohlo dojít k masívnímu návratu utrakvistů mezi katolíky, se však nenaplnily.
Jako pražský arcibiskup korunoval dva české krále z rodu Habsburků: Maxmiliána II. a Rudolfa II.
Zemřel 15. srpna roku 1580 v Praze a byl pohřben v kapli sv. Jana Křtitele katedrály sv. Víta. Náhrobní deska z červenohnědého sliveneckého mramoru o rozměrech 2,20 x 1,20 m s reliéfní postavou arcibiskupa byla při rekonstrukci v 19. století z dlažby vyzdvižena a zapuštěna do severovýchodní stěny kaple.